# Metoponitys prolongata
Metoponitys prolongata är en insektsart som beskrevs av Victor Lallemand 1928. Metoponitys prolongata ingår i släktet Metoponitys och familjen Eurybrachidae. Inga underarter finns listade i Catalogue of Life.